# Katia Gilvonio
Katia Lucía Gilvonio Condezo (Huancayo, 23 de noviembre de 1988) es una psicóloga, política y activista por los derechos de los pueblos originarios y la defensa de las mujeres del Perú. Fue Congresista de la República desde 12 de diciembre de 2018 hasta el 30 de septiembre de 2019, por el departamento de Junín.

## Biografía
Katia Gilvonio nació en Huancayo. Hija de José Manuel Gilvonio Pérez, antropólogo y profesor universitario, y Norma Alejandrina Condezo Cerrón, economista y activista por los derechos de la mujer, ambos reconocidos luchadores sociales en la ciudad de Huancayo.
Katia Gilvonio realizó estudios secundarios en el Colegio Nuestra Señora del Rosario. Es egresada de la facultad de Ciencias de la Salud de la Universidad Peruana Los Andes, y la Universidad Inca Garcilaso de la Vega donde se graduó de la carrera de Psicología.

## Trayectoria política
Katia fue militante del Partido Socialista desde el 2009 y coordinadora regional de la juventud en el año 2015. Activista por los derechos de la mujer, y constante participación en las marchas Ni Una Menos que se realizaron en Huancayo y en otras regiones.
Katia postuló para ser congresista por el departamento de Junín en la lista del Frente Amplio el 2016. Recibió la noticia de asumir una curul en el Congreso de la República, esto luego del fallecimiento de la primera accesitaria Flor de María Gonzales Uriola del Frente Amplio. Flor de María Gonzales, no llegó a asumir sus funciones en lugar del congresista Mario Canzio Álvarez, también del Frente Amplio quien también falleció en setiembre del año 2018. Katia Gilvonio asume el cargo de Congresista de la República en diciembre del 2018.  Tras la disolución del Congreso decretado por el presidente Martín Vizcarra su cargo congresal llegó a su fin el 30 de septiembre de 2019.